# Caso Centros Poblados
El Caso Centros Poblados, también conocido como "caso MinTic" o "escándalo Abudinen", se refiere a un caso de corrupción política en Colombia denunciado en agosto de 2021, en el que la Ministra de las Tecnologías de la Información y las Comunicaciones MinTIC, Karen Abudinen, fue denunciada por participar en procesos irregulares de contratación pública de tecnologías de conectividad e implementación de cobertura de internet en escuelas de zonas rurales de Colombia; el Ministerio MinTIC que ella dirigió adjudicó un contrato por valor de un billón de pesos colombianos (250 millones de dólares USD) al contratista Unión Temporal Centros Poblados, que no contaba ni con la experiencia ni con las capacidades técnicas para ejecutar ese contrato, y que durante el proceso presentó tres pólizas de cumplimiento falsas. A pesar de las denuncias en los medios de comunicación, el Ministerio MinTIC de Karen Abudinen logró girar al contratista un anticipo por 70.000 millones de pesos colombianos (17,5 millones de dólares USD); el contratista incumplió el contrato, el dinero fue sacado del país y llevado a una empresa en el paraíso fiscal de Delaware, Estados Unidos de América.

## Primeras denuncias
El 2 de diciembre de 2020, durante el gobierno de Iván Duque, medios de comunicación como la W Radio denunciaron irregularidades en el proceso de contratación para brindar internet a miles de escuelas rurales colombianas de las zonas más apartadas del país; se advirtió sobre un funcionario activo del MinTic de la ministra Karen Abudinen, Camilo Valencia Suescún, quien era a la vez apoderado de uno de los proponentes del proceso de licitación para ese contrato. Esta situación evidenció un conflicto de interés en el que uno de los proponentes interesados era representado por un asesor del despacho Ministerial; la respuesta a esta irregularidad por parte de algunos de los participantes de la licitación fue presentar una recusación contra la ministra Karen Abudinen; la recusación fue rechazada por el consejo de ministros del presidente Iván Duque.

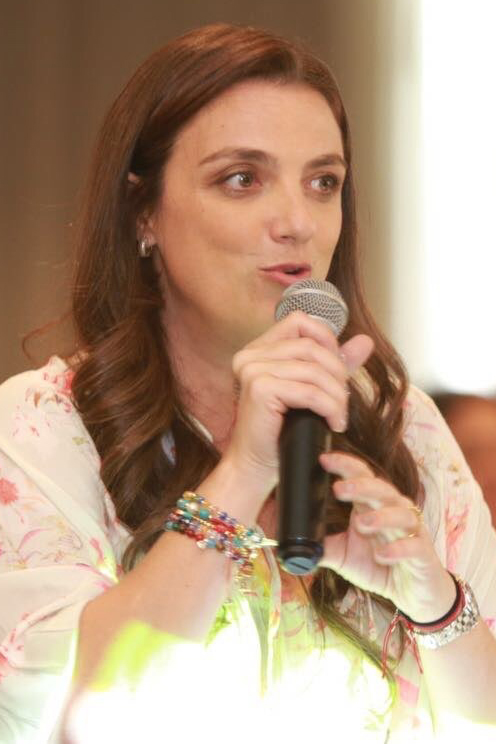
Karen Abudinen, entonces ministra TIC

El 9 de diciembre de 2020 la W Radio denunció que el MinTic de Karen Abudinen había habilitado al proponente Unión Temporal Centros Poblados para participar del proceso de licitación, a pesar de no tener experiencia en gestión de redes de internet y de estar conformado por empresas con patrimonios muy bajos; además algunas de estas empresas habían sido denunciadas por incumplir contratos de obras públicas. Lo anterior generó una brecha de duda sobre la transparencia del proceso de selección del contratista.  

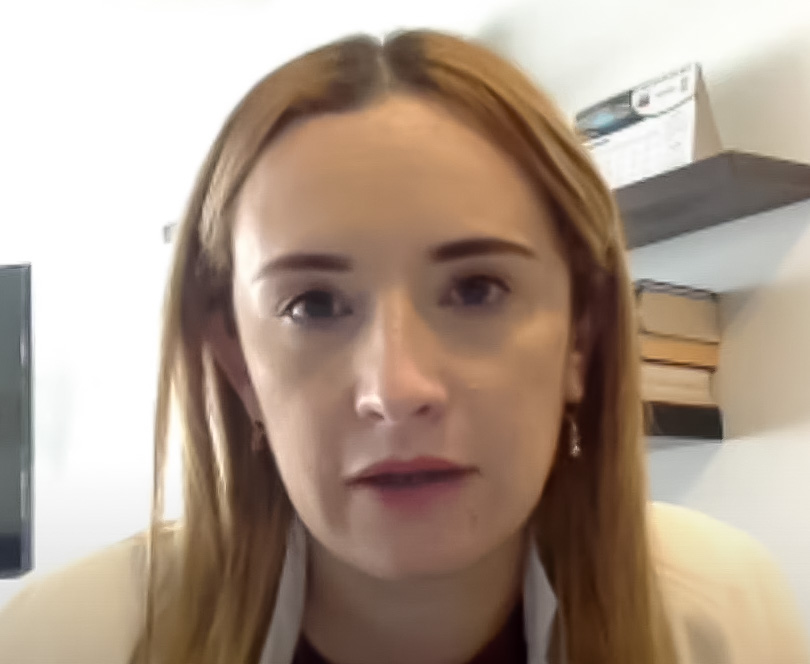
Paola Herrera una de las periodistas denunciantes

El 10 de diciembre de 2020 la periodista de la W Radio Paola Herrera, denunció que la licitación establecía que el ganador sería el proponente que prometiera hacer más conexiones a internet, no el que tuviera mayor capacidad o experiencia; esto creó una situación en la que el contrato muy probablemente sería adjudicado a un proponente que no podría cumplir; frente a esto la ministra Karen Abudinen declaró: "no hay malos contratistas, sino malos supervisores"; más aún, las irregularidades fueron negadas por la ministra de manera reiterada; finalmente, el Contrato de Aporte No. 1043 de 2020 fue suscrito entre el Fondo Único de Tecnologías de la información y las Comunicaciones y la Unión Temporal Centros Poblados, éste último como contratista encargado de ejecutar un billón de pesos (unos 250 millones de dólares) para llevar internet a 7.277 escuelas rurales de Colombia.
Se trató de un contrato cuantioso y de complejos requisitos técnicos adjudicado a una unión temporal sin experiencia ni logística en temas de conectividad a internet; tuvo lugar en un momento crítico como lo fue la pandemia del COVID19, que llevó a los estudiantes a asistir a clase de manera remota, por lo que era crítico que en las zonas apartadas tuvieran conexión a internet; la ministra Abudinen insistió en defender su gestión y la idoneidad del contratista elegido, y declaró en entrevista con Juan Diego Alvira de Noticias CARACOL: "si no cumplo, me llevan al cementerio"; además se comprometió a volver al set del noticiero en caso de un incumplimiento contractual.

## Incumplimiento y pólizas falsas
El 16 de junio de 2021 la W Radio denunció que seis meses después de iniciada la ejecución del contrato, y de haber recibido un anticipo por 70.000 millones de pesos colombianos ($17.5 millones de dólares USD), la Union Temporal Centros Poblados aún no había instalado ni un solo punto de internet. Se realizó una audiencia de seguimiento al incumplimiento del contrato, a la que asistieron los representantes del Banco Itaú Colombia y del Ministerio de Tecnologías de la Información y las Comunicaciones MinTIC; el MinTIC planteó siniestrar la Póliza de Cumplimiento del Contrato que garantizaba que, de no cumplir el contrato, el contratista estaba obligado a devolver el valor del anticipo; la póliza en poder del MinTIC parecía haber sido emitida por el Banco Itaú Colombia; sin embargo, el representante del Banco Itaú Colombia declaró que el Banco no había expedido ninguna póliza y que la garantía bancaria presentada como Póliza de Cumplimiento era falsa, por lo que el contratista incurrió en falsedad de documento; el MinTIC anunció acciones legales contra el contratista; los detalles de la audiencia de seguimiento fueron denunciados por la periodista Paola Herrera el 25 de junio de 2021.
A finales de julio de 2021, La W Radio denunció que no hubo solo una póliza falsa, como afirmó el MinTIC en la audiencia de incumplimiento del contrato, sino que en total habían sido tres pólizas falsas presentadas y aceptadas por el Ministerio MinTIC.
En julio de 2021 el Ministerio MinTIC abrió un proceso para declarar la Caducidad del Contrato contra el contratista Unión Temporal Centros Poblados, debido al incumplimiento contractual evidenciado, y a la presentación de Pólizas de Cumplimiento de Contrato falsas para ganar la licitación; para su defensa el contratista decidió contratar al abogado Jorge Pino Ricci, conocido por su relación cercana con Miguel Nule Velilla, contratista vinculado al escándalo del Carrusel de la Contratación. A través de su abogado el contratista Unión Temporal Centros Poblados intentó aplazar en varias ocasiones el trámite del proceso de Caducidad del Contrato; no obstante, el 19 de julio de 2021 se declaró la caducidad, lo que significó que el contrato finalizó inmediatamente, y se hizo efectiva la cláusula penal por el valor de treinta y nueve mil quince millones de pesos ($39.015.000.000), aproximadamente doce millones de dólares.
El 5 de agosto de 2021 se reportó que el ministerio MinTIC abrió una investigación a la firma interventora del contrato, consorcio PE 2020 C Digitales, conformado por las empresas Telemediciones, PMO Solycom S.A.S. y Eurocontrol S.A. sucursal Colombia; el contrato de interventoría tenía un valor de $19.000.000.000 COP, y esta firma estaba encargada de verificar en el terreno, si la Unión Temporal Centros Poblados efectivamente estaba instalando los puntos de internet como estaba contratado; además, la interventoría tenía también la función de recibir de la Unión Temporal Centros Poblados los soportes correspondientes, como requisito para posteriormente entregar al MinTIC los conceptos, favorables o desfavorables, para la entrega de los anticipos; en este caso de corrupción la interventoría entregó al MinTIC los conceptos favorables, dando así aprobación al desembolso de los anticipos a pesar de que el contratista Unión Temporal Centros Poblados no entregó los soportes correspondientes; la firma interventora aprobó dos desembolsos y por eso el MinTIC de Karen Abudinen logró realizar un primer desembolso por $70.000.000.000 COP.
De acuerdo al reporte de los medios de comunicación, del total del dinero del anticipo ($70.000.000.000 COP), $58.300.000.000 COP fueron depositados en las cuentas bancarias de la empresa Nuovo Security LLC en Delaware; el resto del dinero, $11.900.000.000, fue depositado en las cuentas de la empresa INSELSA S.A.S. con sede en Barranquilla.
El 19 de agosto de 2021 el diario El Espectador informó que el empresario Efraín Eduardo González Hamburger, uno de los fundadores de la empresa Nuovo Security LLC, al enterarse por los medios de comunicación que la empresa estaba bajo investigación, denunció ante la Fiscalía General de la Nación de Colombia que su socio, Juan Carlos Cáceres Bayona, negoció el contrato para proveer equipos a la Unión Temporal Centros Poblados; en el documento producto de esta negociación Cáceres falsificó la firma de González con el fin de gestionar la sociedad Nuovo Security LLC; Nuovo Security LLC es una empresa cuya actividad económica es la venta e instalación de cámaras de seguridad; también realiza comercio al por menor de computadores, equipos periféricos, programas de informática y equipos de telecomunicaciones; tiene filiales en Barranquilla (Colombia) y en el paraíso fiscal de Delaware (Estados Unidos de América).
Ese mismo día se reportó que el abogado y empresario Emilio Tapia estaba implicado en el Caso Centros Poblados; Tapia es el dueño en la sombra de la empresa ICM Ingenieros, que hace parte de la Unión Temporal Centros Poblados, y es conocido por ser uno de los protagonistas del saqueo a las arcas de Bogotá, cuando hizo parte del denominado "Carrusel de la Contratación". Según el expediente de la Fiscalía, Juan Carlos Cáceres Bayona era dueño de la empresa Nuovo Security LLC y, junto a Emilio Tapia, tenían el control de todas las empresas que hacían parte de la Unión Temporal Centros Poblados: ICM Ingenieros, Novotic, Intec de la Costa y Omega Building S.A.S. Otro involucrado en el escándalo fue el empresario de la costa Caribe Ottomar Lascarro Torres, quien controlaba dos de estas empresas, utilizadas para que Emilio Tapia lograra adjudicarse el contrato con el ministerio MinTIC: Omega Building S.A.S. e Intec de la Costa.
El 24 de agosto de 2021 se denunció que la póliza falsa que amparaba el pago de varios millones de dólares, había sido revisada y aprobada en el MinTIC de Karen Abudinen en solo 18 minutos; los encargados de la verificación en el MinTIC no corroboraron la información sobre las pólizas.
El 24 de agosto de 2021, el juez Alberto Mario Ospino, del Juzgado Promiscuo Municipal de Puerto Colombia, Atlántico, en respuesta a una acción de tutela presentada por el abogado de la Unión Temporal Centros Poblados, ordenó suspender la Caducidad y continuar con el Contrato, Está situación generó gran indignación en el país porque la tutela no se presentó en Bogotá D.C., ciudad donde se firmó el contrato, si no en el apartado pueblo de Puerto Colombia, donde solo hay un juez promiscuo ubicado en el área de influencia de los propietarios de las empresas que conforman la Unión Temporal Centros Poblados; de esta misma zona es originaria la Ministra de las TIC Karen Abudinen, y esto generó fuertes sospechas sobre el trasfondo de ese fallo judicial; la decisión judicial se conoció a nivel nacional y en respuesta a esto, el juez promiscuo procedió con rapidez a revertir su propia sentencia al declarar improcedente la acción de tutela, y al día siguiente 25 de agosto de 2021, volvió a estar vigente la Caducidad del Contrato.
El 27 de agosto de 2021, el Banco Itaú Colombia confirmó nuevamente que todos los amparos (pólizas) presentados por la Unión Temporal Centros Poblados eran falsos, y denunció que no correspondían en ninguna forma con los documentos originales que emite el Banco, siendo burdas falsificaciones; el Banco Itaú ha ratificado esto en varias ocasiones. Frente a esto la Ministra de las Tecnologías de la Información y las Telecomunicaciones Karen Abudinen se defendió afirmando: "Hemos sacado a gente, por lo menos ocho personas han salido de diferentes áreas."
El 28 de agosto de 2021 el representante legal de la firma interventora del contrato, Eliécer Mora, y su apoderado, Ernesto Matallana, declararon que participaron en el desembolso del anticipo; además aseguraron que la Unión Temporal Centros Poblados cumplió con los requisitos previstos en el contrato para acceder al dinero.
A inicios de septiembre más funcionarios del Ministerio de Tecnologías de la Información y las Telecomunicaciones de Colombia MinTIC fueron separados de sus cargos; no obstante, creció el descontento general y se volvieron más frecuentes las solicitudes de renuncia de la ministra.

## Moción de censura y renuncia de la ministra Abudinen

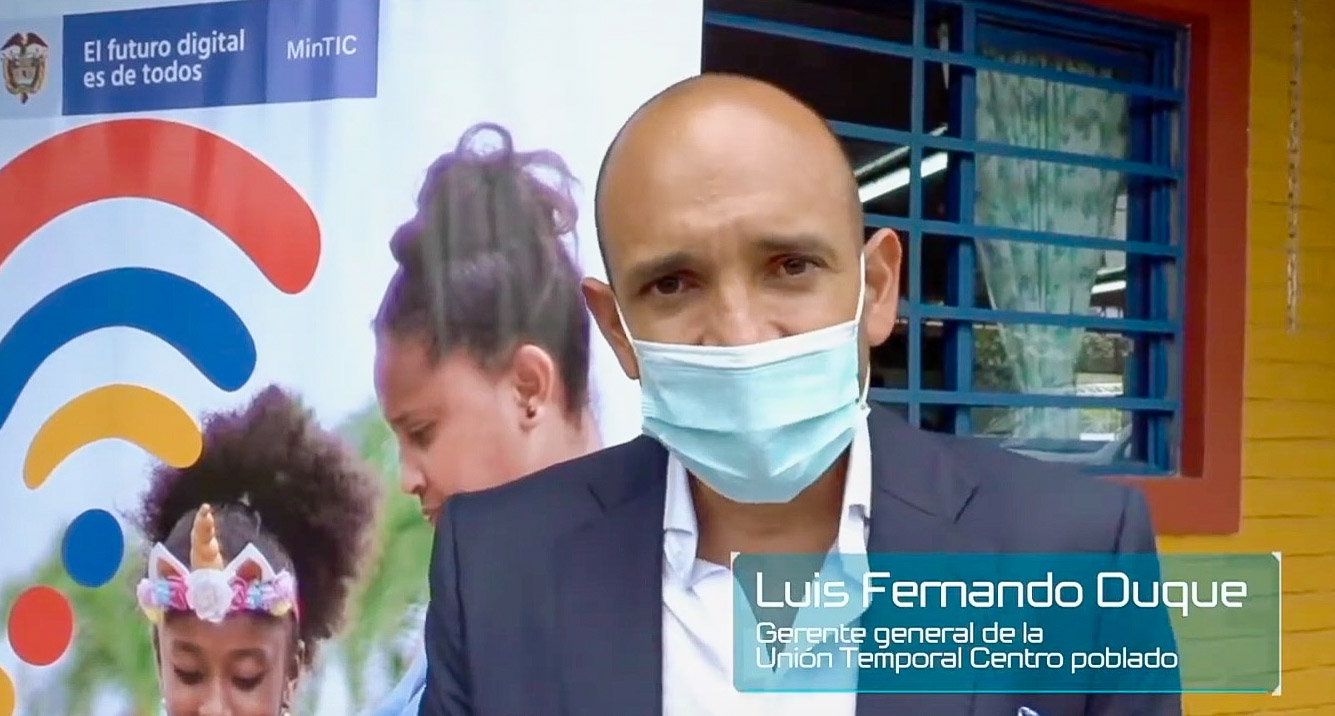
Luis Fernando Duque Torres en 2021 durante el anuncio del proyecto, fue posteriormente condenado por el caso

En agosto de 2021, cuando el escándalo ya había escalado a nivel nacional e internacional, incluyendo una controversia por el uso del apellido de la ministra como sinónimo de robar (abudinear), situación que incluso fue registrada por la RAE, varios representantes a la cámara, especialmente del partido alianza verde, citaron a un debate de moción de censura a Abudinen.
El debate tuvo lugar el viernes 3 de septiembre de 2021 y fue programado por la presidenta de la Cámara de Representantes, Jennifer Arias; en él se presentaron fuertes enfrentamientos entre los representantes del partido verde (citantes) y miembros del gobierno de Iván Duque y del partido centro democrático. Karen Abudinen asistió al debate y se defendió airadamente, afirmando que ella no tenía nada que ver con la corrupción que había acontecido; amenazó con entablar acciones legales contra los congresistas que la calificaron de corrupta o incompetente.  Sin embargo, días después se retractó.
Por solicitud de Henry Antonio Anaya Arango, presidente de la Red Nacional de Veedurías Ciudadanas Bien Común, el 6 de septiembre de 2021 la Procuraduría General de la Nación, abrió una investigación contra la ministra Karen Abudinen y Adriana Mesa Consuegra, secretaria general del ministerio MinTIC; esta actuación disciplinaria se realizó para determinar si tuvo responsabilidades disciplinarias por las irregularidades en la etapa precontractual de la licitación pública Centros Digitales, y en la firma y ejecución del contrato suscrito con el contratista Unión Temporal Centros Poblados.
A pesar de contar abiertamente con el respaldo del presidente Duque, poco a poco los partidos de las mayorías parlamentarias del gobierno empezaron a apoyar la moción de censura en contra de la ministra Abudinen, principalmente por la gravedad del escándalo y la cercanía de las elecciones de 2022. Esta situación obligó al presidente Iván Duque a pedirle la renuncia a la ministra, para que saliera del cargo antes de ser removida por los parlamentarios. El 9 de septiembre de 2021, un día antes de la votación, Abudinen anunció su renuncia irrevocable.
El 10 de septiembre de 2021 la Cámara de Representantes votó la moción de censura contra la ministra Karen Abudinen; la mayoría de los parlamentarios se abstuvieron de votar; 86 de ellos votaron y hubo una amplía mayoría de votos a favor de la censura de la ministra; sin embargo no se alcanzó el quorum necesario para aprobar la moción de censura.
El 20 de septiembre de 2021 la Fiscalía General de la Nación ejecutó varias órdenes de captura como parte del proceso de investigación por el Caso Centros Poblados; la lista de capturados incluyó a Juan José Laverde, representante de Rave Agencia de Seguros, empresa que tramitó las garantías bancarias falsas; también fue capturado Emilio Tapia, dueño de ICM Ingenieros, empresa que hace parte de la Unión Temporal Centros Poblados; el tercer capturado es Luis Fernando Duque Torres, representante legal de la Unión Temporal Centros Poblados.

## Dinero robado y condenados
Dinero robado
El 13 de agosto de 2021 el presidente Iván Duque afirmó que se recuperaría todo el dinero entregado a la Unión Temporal Centros Poblados. No obstante, en enero de 2022 la ministra de las TIC Carmen Ligia Valderrama, quien fue nombrada en reemplazo de Karen Abudinen, manifestó en los medios que "la plata no se ha recuperado y están en el proceso de recaudar esos dineros." El 7 de marzo de 2024 el ministro de las Tecnologías de la Información y las Telecomunicaciones MinTIC, Mauricio Lizcano, afirmó que solo se habían recuperado $2.000.000.000 COP, de los $70.000.000.000 COP robados en el Caso Centros Poblados.
Luis Fernando Duque Torres
El 19 de julio de 2024 la W Radio reportó que Luis Fernando Duque Torres, representante legal de la Unión Temporal Centros Poblados, fue condenado a 52 meses de prisión (4 años y 3 meses) al aceptar haber cometido los delitos de falsedad en documento privado, fraude procesal y peculado por apropiación agravado en favor de terceros; además debe pagar una multa de $7.710.256.773 COP; el fallo fue pronunciado por el juez 47 penal del circuito con función de conocimiento de Bogotá, quien avaló el acuerdo suscrito entre Duque y la Fiscalía General de la Nación; por indicación del juez, se deberá descontar de la pena el tiempo que Duque ha estado privado de la libertad en razón de este proceso.
Unión Temporal Centros Poblados, firma interventora y proveedor de equipos
El 22 de octubre de 2024 la Contraloría General de la República emitió un fallo fiscal contra los integrantes de la Unión Temporal Centros Poblados, la empresa interventora del contrato y el proveedor de equipos del mismo, que deben pagar al Estado Colombiano una suma de $87.027.000.000 COP.
Karen Abudinen
El 24 de septiembre de 2024 la Procuraduría General de la Nación, bajo la dirección de Margarita Cabello Blanco, determinó el archivo definitivo del proceso de investigación disciplinaria contra la exministra Karen Abudinen; aunque en la solicitud de investigación disciplinaria se mencionaron irregularidades que tuvieron lugar bajo la supervisión de Karen Abudinen, como la modificación de los términos de la licitación, la división del país en dos regiones para reducir los requisitos financieros, y la eliminación de la condición de experiencia mínima para los participantes, la Procuraduría de Margarita Cabello eximió a la exministra de cualquier responsabilidad disciplinaria en el Caso Centros Poblados.
Emilio Tapia
El 19 de diciembre de 2024 Emilio José Tapia Aldana fue condenado a seis años y tres meses de prisión después de aceptar su participación en el Caso Centros Poblados y en irregularidades contractuales con las Empresas Municipales de Cali (Emcali); firmó un preacuerdo con la Fiscalía General de la Nación, en aceptación de los delitos de peculado por apropiación agravado, fraude procesal y falsedad en documento privado; en este preacuerdo se comprometió a devolver $5.063.000.000 COP del dinero que obtuvo con su participación en estos casos. Tapia cumplía su condena en la Cárcel del Bosque en Barranquilla, sin embargo el día 11 de abril de 2025 el juzgado Primero de Ejecución de Penas y Medidas de Seguridad de Barranquilla le concedió la libertad condicional por 27 meses y 20 días, argumentando que había cumplido con las 3/5 partes de su condena; la Procuraduría General de la Nación apeló la decisión y solicitó revocar la medida.
Juan Carlos Ángel Cáceres Bayona
El 12 de agosto de 2024 se reportó que el empresario Juan Carlos Ángel Cáceres Bayona negoció un principio de oportunidad con la Fiscalía General de la Nación, que entregaba beneficios a Cáceres a cambio del pago de $12.062.000.000 COP, y de servir como testigo en contra de los demás implicados en el caso de corrupción: Luis Fernando Duque, Emilio Tapia y Ottomar Lascarro; sin embargo, dado que Luis Fernando Duque y Emilio Tapia ya fueron condenados, Cáceres Bayona ya no sería testigo en su contra y, por lo tanto, el principio de oportunidad debía ser ajustado. El 8 de abril de 2025 la W Radio reportó que el juez 78 penal municipal con función de control de garantías de Bogotá avaló el principio de oportunidad para Bayona; éste le brinda inmunidad total por el delito de peculado por apropiación por un año; además se convierte en testigo de cargo contra Ottomar Lascarro y se compromete a devolver $9.062.000.000 COP del dinero robado en el caso centros poblados; Cáceres Bayona ya reintegró $3.800.000.000 COP y se comprometió a pagar el excedente en cuotas periódicas.
Ottomar Lascarro Torres
El 23 de febrero de 2022 la Fiscalía General de la Nación imputó cargos contra el empresario Ottomar Lascarro Torres, por los delitos de fraude procesal, enriquecimiento ilícito de particulares y falsedad ideológica en documento privado. De acuerdo a la Fiscalía, Lascarro Torres exigió un pago de $4.000.000.000 COP a cambio de vender de manera fraudulenta la experiencia técnica necesaria para que la Unión Temporal Centros Poblados cumpliera con este requisito del proceso contractual.